# 高丘镇
高丘镇，是中华人民共和国河南省南阳市镇平县下辖的一个乡镇级行政单位。

## 行政区划
高丘镇下辖以下地区：
靳坡村、韩营村、史岗村、家河村、桥沟村、谷营村、门岗村、陈营村、野鸡脖村、徐营村、凤翅山村、伏寨村、李沟村、丁张营村、孙湾村、徐沟村、先师庙村、崔岗村、唐沟村、四山村、青山村、响水河村、上河村、拐沟村、姚片村、刘坟村、黑虎村、菊花厂村和周盘村。